# Женская организация по окружающей среде и развитию
Женская организация по окружающей среде и развитию (англ. Women's Environment & Development Organization, WEDO) — американская женская общественная организация.
Учреждена в 1990 году в Нью-Йорке, США, как международная неправительственная организация и выступает за равенство женщин в глобальной политике. Одним из результатов её деятельности было достижение гендерного равенства в заключительных документах Повестки дня на XXI век и Декларации Рио-де-Жанейро. В 2006 году Программа ООН по окружающей среде присвоила организации звание «Чемпионы Земли».

## Цели
Организация провозглашает своими областями деятельности следующие: климатическая политика, устойчивые города и транспорт, снижение риска стихийных бедствий, биоразнообразие, мир, конфликты и природные ресурсы, а также международные финансы и торговля.

## История
Женская организация по окружающей среде и развитию была основана в 1990 году двумя бывшими конгрессменами США Беллой Абзуг и активисткой феминистского движения Мим Келбер (Mim Kelber). Вклад в развитие её сделали Вангари Маатаи и Вандана Шива. Организация борется за права женщин и проводит всемирные конференции и акции.

## Деятельность
Организация разработала приложение Gender Climate Tracker. Приложение позволяет пользователям получить доступ к любой информации, политике и законам, принятым правительствами всего мира в отношении изменения климата. Приложение было создано в соответствии с Парижским климатическим соглашением в сотрудничестве с правительствами Финляндии и Швейцарии, а также Глобальным гендерным и климатическим альянсом (англ. Global Gender and Climate Alliance, GGCA).
Организация проводит «Феминистскую программу для нового зеленого курса» (англ. Feminist Agenda for a Green New Deal) вместе с 13 другими партнерами. Коалиция анализирует, как феминистские принципы межсекционального гендерного неравенства пересекаются с изменением климата, чтобы попытаться создать более здоровую планету в будущем.
Приоритетные проекты организации включают «MisFortune500.org». Этот проект предусматривает публичное продвижение осведомлённости об изменении климата и необходимости реформы ООН.
В феврале 2008 года организация и Центр женского глобального лидерства запустили кампанию по реформе архитектуры гендерного равенства. Кампания несет цель мобилизации женских групп и их союзников для продвижения создания нового органа ООН по вопросам гендерного равенства и расширения прав и возможностей женщин.